# Берак (Томпојевци)
Берак је насељено место у саставу општине Томпојевци, у Вуковарско-сремској жупанији, Република Хрватска.

## Историја
До територијалне реорганизације у Хрватској налазио се у саставу старе општине Вуковар.

## Становништво
На попису становништва 2011. године, Берак је имао 386 становника.
До краја Другог светског рата, већину становника села чинили су Немци.

## Попис 1991.
На попису становништва 1991. године, насељено место Берак је имало 926 становника, следећег националног састава:
| Попис 1991.‍  | Попис 1991.‍  | Попис 1991.‍ | Попис 1991.‍ | Попис 1991.‍ |
| ------------ | ------------ | ----------- | ----------- | ----------- |
|              |              |             |             |             |
| Хрвати       | Хрвати       |             | 515         | 55,61%      |
| Срби         | Срби         |             | 348         | 37,58%      |
| Југословени  | Југословени  |             | 18          | 1,94%       |
| Мађари       | Мађари       |             | 13          | 1,40%       |
| Немци        | Немци        |             | 6           | 0,64%       |
| Русини       | Русини       |             | 4           | 0,43%       |
| Македонци    | Македонци    |             | 2           | 0,21%       |
| Словенци     | Словенци     |             | 2           | 0,21%       |
| Муслимани    | Муслимани    |             | 1           | 0,10%       |
| неопредељени | неопредељени |             | 13          | 1,40%       |
| непознато    | непознато    |             | 4           | 0,43%       |
| укупно: 926  |              |             |             |             |